# Madteos Izmirlian
Madteos Izmirlian (orm. Մատթևոս Բ Կոստանդնուպոլսեցի; ur. ?, zm. 1910) – w latach 1908–1910 Katolikos Wszystkich Ormian (jako: Madteos II). Wcześniej w roku 1896, kiedy to został wygnany przez ówczesnego sułtana i w latach 1908–1909 75. ormiański Patriarcha Konstantynopola (jako: Madteos III). 

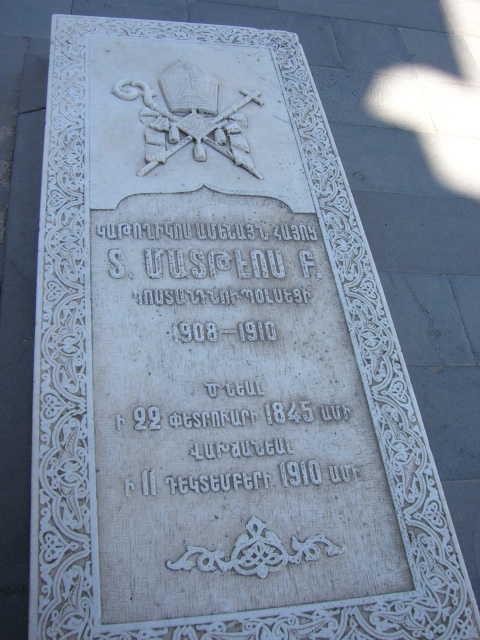
nagrobek w Eczmiadynie